# Mipony
Mipony é um gerenciador de downloads de código aberto para Microsoft Windows. Disponível apenas na versão gratuita.

## Características
O Mipony suporta o tempo de espera do Rapidshare (entre outros) e reconhecimento de captcha, permitindo que lotes de downloads baixem sem intervenção do usuário.
Atualizações são lançadas freqüentemente e por padrão Mipony é atualizado durante a inicialização, sugerindo seu reinício para implementar estas alterações.
- Permite que múltiplos downloads sem estar presente.
- É compatível com várias páginas de hospedagem.
- Funciona como Gerenciador de Download convencional.
- Permite continuar downloads pausados.
- Interface amigável.
- Funciona tanto como contas premium como gratuitas para Rapidshare, Mega, dentre outras.
- Downloads interruptos.
- Possibilidade de estabelecer prioridades.
- Controla quantos arquivos podem ser baixados simultaneamente em cada servidor.
- Muitos dos arquivos hospedados em servidores livres são divididos em partes, Mipony tem uma opção para se juntar os arquivos baixados (HJSplit).
- Mipony pode capturar links individuais na área de transferência ou qualquer texto que contém qualquer número de links.
- Se por qualquer razão um erro download, o Mipony é responsável por fazer tentativas necessárias automaticamente até que o arquivo de download descarregue.
- Leva integração a um navegador desde qual se detecta os arquivos de descarga de arquivos.
- Atualização automático do banco de dados com o com suporte páginas de alojamento suportadas. Mipony será automaticamente atualizado para continuar a operar com sites de download de arquivo.
- Mipony pode analisar páginas inteiras à procura de ligações, indicando se eles ainda estão disponíveis no servidor para fazer o download ou se eles tiverem sido excluídos.
- Permitir configurar o Flashgot para enviar links para Mipony.
- Plugin em formato de barra para o Firefox e Explorer se podem pode lançar descargas no Mipony ou abra a página que está em visualização no navegador de Mipony.
- Controle remoto. Mipony tem uma interface web para controlar remotamente o programa. A partir da interface da web você pode ver o progresso de seus downloads e para manipulá-los e você também pode inserir captchas dele. O design da interface da web isso adaptado para seu computador e celular.

## Compatibilidade
| Website       | Suporte premium | Apóia recomeço | Conexões simultâneas |
| MEGA          | Sim             | ?              | ?                    |
| Rapidshare    | Sim             | ?              | ?                    |
| Hotfile       | Sim             | ?              | ?                    |
| Easy-share    | ?               | ?              | ?                    |
| Gigasize      | Sim             | ?              | ?                    |
| Mediafire     | Sim             | Sim            | ?                    |
| Depositfiles  | Sim             | ?              | ?                    |
| Filefactory   | ?               | ?              | ?                    |
| Uploading     | ?               | ?              | ?                    |
| 4shared       | Sim             | ?              | ?                    |
| Letitbit      | ?               | ?              | ?                    |
| Sendspace     | ?               | ?              | ?                    |
| Zshare        | ?               | ?              | ?                    |
| Freakshare    | Sim             | ?              | ?                    |
| Storage.to    | ?               | ?              | ?                    |
| Uploadbox     | ?               | ?              | ?                    |
| Uploaded.to   | Sim             | Não            | ?                    |
| Ziddu         | ?               | ?              | ?                    |
| Netload       | ?               | ?              | ?                    |
| Sharex        | ?               | ?              | ?                    |
| x7.to         | ?               | ?              | ?                    |
| Box           | ?               | ?              | ?                    |
| Zomgupload    | ?               | ?              | ?                    |
| Jumbofiles    | ?               | ?              | ?                    |
| Data.hu       | ?               | ?              | ?                    |
| Linfsave      | ?               | ?              | ?                    |
| Share-online  | ?               | ?              | ?                    |
| Speedyshare   | ?               | ?              | ?                    |
| Duckload      | ?               | ?              | ?                    |
| Uloz          | ?               | ?              | ?                    |
| Megafree      | ?               | ?              | ?                    |
| Badongo       | ?               | ?              | ?                    |
| Kewlshare     | ?               | ?              | ?                    |
| Ugotfile      | ?               | ?              | ?                    |
| Sharingmatrix | ?               | ?              | ?                    |
| Filesend      | ?               | ?              | ?                    |
| Zippyshare    | Não             | ?              | ?                    |
| Bitroad       | ?               | ?              | ?                    |
| Oron          | ?               | ?              | ?                    |
| Extabit       | Sim             | Não            | ?                    |
| Shareflare    | ?               | ?              | ?                    |
| Filedude      | ?               | ?              | ?                    |
| Onionshare    | ?               | ?              | ?                    |
| Mangoshare    | ?               | ?              | ?                    |
| Rayfile       | ?               | ?              | ?                    |
| Turboshare    | ?               | ?              | ?                    |
| Egoshare      | ?               | ?              | ?                    |
| Keepfile      | ?               | ?              | ?                    |
| Filestrack    | ?               | ?              | ?                    |
| Kickload      | ?               | ?              | ?                    |
| Czshare       | ?               | ?              | ?                    |
| Dataup        | ?               | ?              | ?                    |
| 2shared       | ?               | ?              | ?                    |
| ifile         | ?               | ?              | ?                    |
| Divshare      | ?               | ?              | ?                    |
| Filesmonster  | ?               | ?              | ?                    |
| USAupload     | ?               | ?              | ?                    |
| Novaup        | ?               | ?              | ?                    |
| Vip-file      | ?               | ?              | ?                    |
| Anonym        | ?               | ?              | ?                    |
| Megashares    | ?               | ?              | ?                    |
| Filebase      | ?               | ?              | ?                    |
| Appscene      | ?               | ?              | ?                    |
| Hackerbox     | ?               | ?              | ?                    |
| Filefront     | ?               | ?              | ?                    |
| Nakido        | ?               | ?              | ?                    |
| 4shared-china | ?               | ?              | ?                    |
| Xun6          | ?               | ?              | ?                    |
| Upload        | ?               | ?              | ?                    |
| Megashare.vn  | ?               | ?              | ?                    |
| Unibytes      | ?               | ?              | ?                    |
| Bitshare      | ?               | ?              | ?                    |
| Fullshare     | ?               | ?              | ?                    |
| Cramit        | ?               | ?              | ?                    |
| Hotshare      | ?               | ?              | ?                    |
| Mandamais     | ?               | ?              | ?                    |
| Midupload     | ?               | ?              | ?                    |
| Usershare     | ?               | ?              | ?                    |
| Dl.Free.fr    | ?               | ?              | ?                    |
| File-upload   | ?               | ?              | ?                    |
| Speedshare    | ?               | ?              | ?                    |
| Adrive        | ?               | ?              | ?                    |
| Enterupload   | ?               | ?              | ?                    |
| Hellshare     | ?               | ?              | ?                    |
| Fileserve     | ?               | ?              | ?                    |
| VSpace        | ?               | ?              | ?                    |
| u.115         | ?               | ?              | ?                    |
| Fileflyer     | ?               | ?              | ?                    |
| Myupload      | ?               | ?              | ?                    |
| Narod         | ?               | ?              | ?                    |
| Furk          | ?               | ?              | ?                    |
| Linkbee       | ?               | ?              | ?                    |
| Sharebase     | ?               | ?              | ?                    |
| Gigapeta      | ?               | ?              | ?                    |
| Uploadstore   | ?               | ?              | ?                    |
| ------------- | --------------- | -------------- | -------------------- |